# الألعاب البارالمبية الآسيوية 2014
الألعاب الآسيوية البارالمبية 2014 ((بالكورية: 2014년 장애인 아시아 경기대회/2014년 장애인 아시안 게임) المعروفة أيضًا باسم الألعاب الآسيوية البارالمبية الثانية (بالإنجليزية: Asian Para Games II) هي حدث رياضي آسيوي متعدد الرياضات للأشخاص ذوي الاحتياجات الخاصة أقيم في إنتشون، كوريا الجنوبية، في الفترة من 18 إلى 24 أكتوبر 2014، بعد أسبوعين من انتهاء دورة الألعاب الآسيوية 2014. وكانت هذه هي المرة الأولى التي تستضيف فيها كوريا الجنوبية الألعاب. حيث تنافس حوالي 4500 رياضي من 41 دولة في هذه الألعاب التي تضمنت 443 فعالية في 23 رياضة. وافتتح رئيس الوزراء تشونغ هونغ وون الألعاب في ملعب إنتشون مونهاك. تصدرت الصين قائمة الميداليات، تلتها كوريا الجنوبية المضيفة واليابان، بينما فاز كل من كازاخستان وميانمار وسنغافورة وسوريا وقطر بأول ميدالية ذهبية له في تاريخ الألعاب الآسيوية البارالمبية. كما حُطِّم 24 رقمًا قياسيًا عالميًا و121 رقمًا قياسيًا آسيويًا خلال الألعاب.

## المدينة المضيفة
كانت إنتشون ثاني مدينة تستضيف دورة الألعاب الآسيوية ودورة الألعاب البارالمبية بعد قوانغتشو. وقد حصلت على حق استضافة الحدث الرياضي في سبتمبر 2009 من قبل اللجنة البارالمبية الآسيوية، ووقعت اتفاقية عقد الاستضافة في 6 يناير 2014 في كوالالمبور، ماليزيا. ثم تشكلت لجنة للإشراف على تنظيم الحدث باسم اللجنة المنظمة لدورة الألعاب الآسيوية البارالمبية في إنشيون (IAPGOC).

## الأماكن
(ملاحظة:)
إنتشون
- ملعب مونهاك - حفل الافتتاح والختام
- ملعب آسياد الرئيسي - ألعاب القوى
- مركز تاي هوان للرياضات المائية بمتنزه مونهاك - السباحة
- ملعب سيونهاك للهوكي - كرة القدم الخماسية
- صالة سونغليم للألعاب الرياضية - الكرة الطائرة الجالسة
- حلبة سيونهاك الدولية للتزلج على الجليد - كرة الهدف
- ملاعب تنس يورومول - تنس الكراسي المتحركة
- ميدان الرماية في جيانج أسياد - الرماية
- صالة جيانج للألعاب الرياضية - تنس الريشة
- صالة نامدونج للألعاب الرياضية - بوكيا
- صالة جانج هوا دولمنز للألعاب الرياضية - رقص على الكراسي المتحركة
- صالة سيونهاك للألعاب الرياضية - الرجبي على الكراسي المتحركة
- ميدان الرماية الدولي أونجيون - الرماية
- ملعب نامدونج آسياد للرجبي - كرة قدم 7 لاعبين
- صالة سامسان العالمية - كرة السلة على الكراسي المتحركة
- ملعب إنتشون جراند بارك للبولينج على العشب - البولينج على العشب
- مضمار إنتشون الدولي للدراجات الهوائية - مضمار الدراجات الهوائية
- دورة ركوب الدراجات على الطريق في سونغدو - ركوب الدراجات (الطريق)
- صالة دوون للألعاب الرياضية - الجودو
- صالة الألعاب الرياضية بجامعة سونغدو العالمية - تنس الطاولة
- مرسى وانجسان للإبحار - الإبحار
- قاعة الحفلات الموسيقية بجامعة سونغدو العالمية - سياج الكراسي المتحركة
- حديقة مهرجان مونلايت لرفع الأثقال - رفع الأثقال

مقاطعة جيونج جي
- صالة أنيانج هوجي للألعاب الرياضية - البولينج
- مركز هانام ميساري للتجديف - التجديف

### الشعار
أُعلن عن شعار الألعاب الآسيوية البارالمبية 2014 في 17 يونيو 2013 وهو عبارة عن صورة شعلة ترمز إلى الألعاب نفسها. ويرمز اللون الأزرق والأخضر إلى تصميم الرياضيين، في حين يمثل اللون الوردي والبرتقالي الشخصية الراعية للشعب الآسيوي عمومًا. تمثل جميع الألوان المدمجة في الشعار الانسجام بين شعوب آسيا بما في ذلك ذوي الاحتياجات الخاصة. عمومًا، يمثل الشعار الشغف وروح التحدي للرياضيين المشاركين في الألعاب بالإضافة إلى وحدة الشعوب الآسيوية.

### التميمة
تم الكشف عن تميمة الألعاب الآسيوية البارالمبية 2014 في نفس يوم الكشف عن الشعار وهي عبارة عن زوج من طيور أبو ملعقة ذات الوجه الأسود، والتي سُميت بجيونوبي ودنوبي. وقد اختيرت لتسليط الضوء على التزام منظمي الألعاب بالحفاظ على البيئة. حيث تمثل جيونوبي الصداقة مع الناس في آسيا والعالم، بالإضافة إلى البيئة الطبيعية النظيفة لمدينة إنتشون المضيفة، بينما تمثل دنوبي شجاعة الرياضيين المشاركين والأمل.

### الميداليات
تميزت ميداليات الألعاب الآسيوية البارالمبية 2014 بتصميم الشعلة على الوجه الأمامي للتعبير عن شغف وعزيمة الرياضيين. نُقش اسم الحدث "الألعاب الآسيوية البارالمبية إنشيون 2014" بحروف البريل على ظهر الميدالية.

## مراسم

### حفل الافتتاح
أقيم حفل الافتتاح في 18 أكتوبر 2014 في ملعب مونهاك تحت شعار "المستحيل يدفعنا". وحضر الحفل رئيس الوزراء الكوري الجنوبي تشونج هونج وون ورئيس اللجنة البارالمبية الدولية سير فيليب كرافن ورئيس اللجنة البارالمبية الآسيوية داتو زينال أبو زارين. أخرج العرض يوي جون-غيو، وشارك فيه فيه مغني الكيبوب الكوري كيم تاي وو. أعلن رئيس وزراء كوريا الجنوبية افتتاح الألعاب، بينما أشعل ليم وو-غيون شعلة الألعاب.

### حفل الختام
أقيم حفل الاختتام في 24 أكتوبر 2014 في ملعب مونهاك، حيث أعلن رئيس اللجنة البارالمبية الآسيوية داتو زينال أبو زارين اختتام الألعاب.

### اللجان البارالمبية الوطنية المشاركة
شارك في الحدث 41 لجنة بارالمبية وطنية. وقد تنافست كوريا الشمالية لأول مرة، في حين لم تحضر بنجلاديش بسبب عدم النشاط، مما أدى إلى إنهاء عضويتها في اللجنة البارالمبية الدولية في العام التالي.
| اللجان البارالمبية الوطنية المشاركة |
| --- |
| - أفغانستان (12) - البحرين (10) - بروناي (11) - كمبوديا (3) - الصين (234) - هونغ كونغ (125) - الهند (87) - إندونيسيا (67) - إيران (200) - العراق (66) - اليابان (298) - الأردن (23) - كازاخستان (78) - كوريا الشمالية (9) - كوريا الجنوبية (335) - الكويت (28) - قيرغيزستان (7) - لاوس (3) - لبنان (6) - ماكاو (25) - ماليزيا (128) - منغوليا (61) - مينمار (26) - نيبال (14) - عمان (12) - باكستان (11) - فلسطين (1) - الفلبين (40) - قطر (12) - السعودية (14) - سنغافورة (52) - سريلانكا (51) - سوريا (7) - تايبيه الصينية (73) - طاجيكستان (7) - تايلاند (217) - تيمور الشرقية (6) - تركمانستان (6) - الإمارات العربية المتحدة (61) - أوزبكستان (26) - فيتنام (45) |

## الرياضات
المصدر:
- القوس والسهم (7) [18]
- ألعاب القوى (166) [19][20][15]
- كرة الريشة (15) [21]
- البوتشيا (7) [22]
- البولينج (12)   (تينبين)[23]
- ركوب الدراجات (21) [24][25]
- كرة القدم الخماسية (1) [26]
- كرة القدم السباعية (1) [27]
- كرة الهدف (2) [28]
- الجودو (16) [29]
- البولينج العشبي (10) [30]
- رفع الأثقال (20) [31]
- التجديف (2) [32]
- الإبحار (2) [33]
- الرماية (14) [34]
- السباحة (112) [35]
- تنس الطاولة (28) [36]
- الكرة الطائرة بوضعية الجلوس (2) [37]
- كرة السلة على الكراسي المتحركة (2) [38]
- رياضة الرقص على الكراسي المتحركة (8) [39]
- المبارزة على الكراسي المتحركة (18) [40]
- الرجبي على الكراسي المتحركة (1) [41]
- كرة المضرب على الكراسي المتحركة (6) [42]

## جدول الميداليات
*   البلد المضيف ( كوريا الجنوبية)
| المرتبة | NPC                      | ذهبية | فضية | برونزية | المجموع |
| ------- | ------------------------ | ----- | ---- | ------- | ------- |
| 1       | الصين                    | 174   | 95   | 48      | 317     |
| 2       | كوريا الجنوبية*          | 72    | 62   | 77      | 211     |
| 3       | اليابان                  | 38    | 49   | 56      | 143     |
| 4       | إيران                    | 37    | 52   | 31      | 120     |
| 5       | أوزبكستان                | 22    | 5    | 4       | 31      |
| 6       | تايلاند                  | 21    | 39   | 47      | 107     |
| 7       | ماليزيا                  | 15    | 20   | 27      | 62      |
| 8       | هونغ كونغ                | 10    | 15   | 19      | 44      |
| 9       | إندونيسيا                | 9     | 11   | 18      | 38      |
| 10      | فيتنام                   | 9     | 7    | 13      | 29      |
| 11      | كازاخستان                | 7     | 6    | 11      | 24      |
| 12      | العراق                   | 6     | 6    | 19      | 31      |
| 13      | الإمارات العربية المتحدة | 4     | 12   | 9       | 25      |
| 14      | تايبيه الصينية           | 4     | 10   | 24      | 38      |
| 15      | الهند                    | 3     | 14   | 16      | 33      |
| 16      | قطر                      | 3     | 0    | 2       | 5       |
| 17      | منغوليا                  | 2     | 1    | 8       | 11      |
| 18      | السعودية                 | 2     | 1    | 1       | 4       |
| 19      | سريلانكا                 | 1     | 6    | 7       | 14      |
| 20      | الأردن                   | 1     | 4    | 4       | 9       |
| 21      | سوريا                    | 1     | 2    | 2       | 5       |
| 22      | مينمار                   | 1     | 1    | 5       | 7       |
| 23      | سنغافورة                 | 1     | 1    | 4       | 6       |
| 24      | الفلبين                  | 0     | 5    | 5       | 10      |
| 25      | الكويت                   | 0     | 4    | 2       | 6       |
| 26      | تركمانستان               | 0     | 2    | 1       | 3       |
| 27      | لبنان                    | 0     | 2    | 0       | 2       |
| 28      | البحرين                  | 0     | 1    | 2       | 3       |
| 29      | كوريا الشمالية           | 0     | 0    | 2       | 2       |
| 29      | بروناي                   | 0     | 0    | 2       | 2       |
| 29      | ماكاو                    | 0     | 0    | 2       | 2       |
| 32      | باكستان                  | 0     | 0    | 1       | 1       |
| المجموع | المجموع                  | 443   | 433  | 469     | 1345    |

## وصلات خارجية
- الموقع الرسمي . تم أرشفة النسخة الأصلية في 25 أكتوبر 2014.
- الموقع الرسمي لنادي إنتشون الكوري . تم أرشفة النسخة الأصلية في 23 أكتوبر 2014.
- موقع وفد هونج كونج